# Østergade (København)
 For alternative betydninger, se Østergade. (Se også artikler, som begynder med Østergade)
Østergade er en gade i Indre By i København. Den går fra Kongens Nytorv til Amagertorv og udgør første del af Strøget regnet fra Kongens Nytorv. Den er en af Københavns centrale og mest mondæne indkøbsgader og har været gågade siden 1962.

## Historie
Østergade har sit navn, da den tidligere førte frem til den oprindelige Østerport, der var placeret, hvor det nuværende Kongens Nytorv ligger i dag. Byporten forsvandt, da byen blev udvidet nord for Gothersgade med Ny-København, og den gamle port blev erstattet af en ny port (omtrent ved den nuværende Østerport Station).
I stedet for den gamle port blev der anlagt en ny fornem plads foran Østergades afslutning: Kongens Nytorv. Østergade blev nu forbindelsen mellem Middelalderbyen og de nye fornemme gårde og adelspalæer omkring Kongens Nytorv og i Frederiksstaden. Gaden blev efterhånden en fornem handelsgade.
Ved Københavns brand i 1795 brændte den øverste sydlige ende af Østergade.
Fonnesbech blev etableret i 1847 i nummer 47. Butikken voksede sig til et stormagasin i de kommende år og i 1930'erne flyttede den til en større bygning. Den lukkede i 1970.
Den første hele butiksrude kom i 1850'erne i handskemager Thaarups vindue i Østergade 59.
I 1870 blev tobaksforretningen A.M. Hirschsprung & Sønner den første butik i København, der lå på gadeniveau i plan med fortovet, i modsætning til de tidligere butikker, der næsten alle lå et par trin oppe i en høj stueetage eller et par trin nede i en kælder.
I 1890 blev Østergade som den første gade belagt med asfalt – blandt andet for at nedbringe støjen fra hestevognskørslen på gadens brosten.
I 1913 blev en smuk renæssancebygning i Østergade, der fra 1790 havde huset Efterslægtselskabets Skole, nedrevet af grosserer A.C. Illum for at give plads til stormagasinet Illum. Nedrivningen var en af de begivenheder, der satte skub i bestræbelserne på at få en bygningsfredningslov, hvilket lykkedes i 1918.
Blandt de nuværende bemærkelsesværdige bygninger i gaden er nr. 18, det tidligere Svaneapotek, der er opført i funkisstil i 1934.
Østergade blev 17. november 1962, som forsøg, omlagt til gågade sammen med resten af Strøget – Danmarks og en af verdens første. Forsøget blev gjort permanent i 1964.